# Картофель Острова Принца Эдуарда
Картофель Острова Принца Эдуарда (англ. Prince Edward Island Potatoes) — важная сельскохозяйственная культура Острова Принца Эдуарда. Существует также зарегистрированный товарный знак Картофеля Острова Принца Эдуарда (англ. PEI Potatoes), относящийся к картофелю, выращенному в Приморских провинциях Канады.

## Климатические особенности
Для Острова Принца Эдуарда характерны тёплое лето, относительно холодная зима, большое количество осадков, а также уникальные красные почвы, богатые оксидом железа. Такие условия обеспечивают высокую урожайность картофеля, сокращают необходимость дополнительного полива, а также обработки картофеля от вредителей и заболеваний.

## Экономическое значение
На Острове Принца Эдуарда выращивают до 25 % всего канадского картофеля. Согласно исследованиям 2012 года, вклад картофелеводства в экономику провинции составляет 10,8 % или более 1 млрд канадских долларов. В отрасли заняты 12 % населения провинции. В 2013 году под картофель на Острове Принца Эдуарда было отведено более 35,5 тыс. га (88000 акров), а в 2022 — 33,5 тыс. га.
Примерно 60 % картофеля приобретают и перерабатывают крупные производители картофеля фри и чипсов. 32,5 % картофеля поступает на фермерские рынки Канады и Восточного побережья США, а также экспортируется в Индонезию и страны Карибского бассейна. Оставшиеся 7,5 % картофеля пополняют семенной фонд, в первую очередь, в Канаде, но также и в США и некоторых других странах.
По данным Министерства сельского хозяйства Канады выручка провинции от продажи картофеля в 2019—2023 годах составила 293 млн канадских долларов или 44 % общей выручки фермеров, значительно опережая другие отрасли сельского хозяйства.

## Сельскохозяйственный цикл
Посадку картофеля проводят в начале мая. Сбор молодого картофеля начинают уже в июне и продолжают в течение всего периода вегетации. Этот картофель поступает в первую очередь на местный рынок. Основной урожай собирают с сентября по начало ноября. Выращивают более 150 сортов картофеля, из которых наиболее популярны Russet Burbank, Yukon Gold, Superior, Gold Rush. Среди экспортных сортов — Russet, Round White, Yellow Fleshed, Red.
| Год               | 2018  | 2019  | 2020  | 2021  | 2022  |
| ----------------- | ----- | ----- | ----- | ----- | ----- |
| Урожайность, т/га | 31,98 | 32,43 | 28,19 | 36,09 | 36,40 |

### Культура
На Острове Принца Эдуарда в городе О’Лири находится Канадский музей картофеля.